# Лівонія (Міссурі)
Лівонія (англ. Livonia) — селище (англ. village) в США, в окрузі Патнем штату Міссурі. Населення — 52 особи (2020).

## Географія
Лівонія розташована за координатами 40°29′31″ пн. ш. 92°42′2″ зх. д. / 40.49194° пн. ш. 92.70056° зх. д. (40.492034, -92.700484).  За даними Бюро перепису населення США в 2010 році селище мало площу 0,69 км², уся площа — суходіл.

## Демографія
Згідно з переписом 2010 року, у селищі мешкали 74 особи в 35 домогосподарствах у складі 22 родин. Густота населення становила 107 осіб/км².  Було 47 помешкань (68/км²).
Расовий склад населення:
| - 100,0 % — білих |

До двох чи більше рас належало 0,0 %. Частка іспаномовних становила 1,4 % від усіх жителів.
За віковим діапазоном населення розподілялося таким чином: 13,5 % — особи молодші 18 років, 70,3 % — особи у віці 18—64 років, 16,2 % — особи у віці 65 років та старші. Медіана віку мешканця становила 50,0 року. На 100 осіб жіночої статі у селищі припадало 85,0 чоловіків;  на 100 жінок у віці від 18 років та старших — 82,9 чоловіків також старших 18 років.
Середній дохід на одне домашнє господарство  становив 29 774 долари США (медіана — 18 750), а середній дохід на одну сім'ю — 32 796 доларів (медіана — 26 250). За межею бідності перебувало 35,4 % осіб, у тому числі 50,0 % дітей у віці до 18 років та 0,0 % осіб у віці 65 років та старших.
Цивільне працевлаштоване населення становило 31 осіб. Основні галузі зайнятості: роздрібна торгівля — 25,8 %, фінанси, страхування та нерухомість — 19,4 %, науковці, спеціалісти, менеджери — 12,9 %, будівництво — 12,9 %.